# 長谷川春子
長谷川 春子（はせがわ はるこ、1895年（明治28年）2月28日 - 1967年（昭和42年）5月7日）は、明治時代から昭和時代にかけての洋画家。文筆家としても活動し『戯画漫文』などの著作がある。またモダンガールと呼ばれた女性の一人とも、毒舌家としても知られ、エッセイに政治家から落語家、歌舞伎役者、柔道家の人物評、藤田嗣治とパブロ・ピカソの対照などをしたためた。

## 来歴

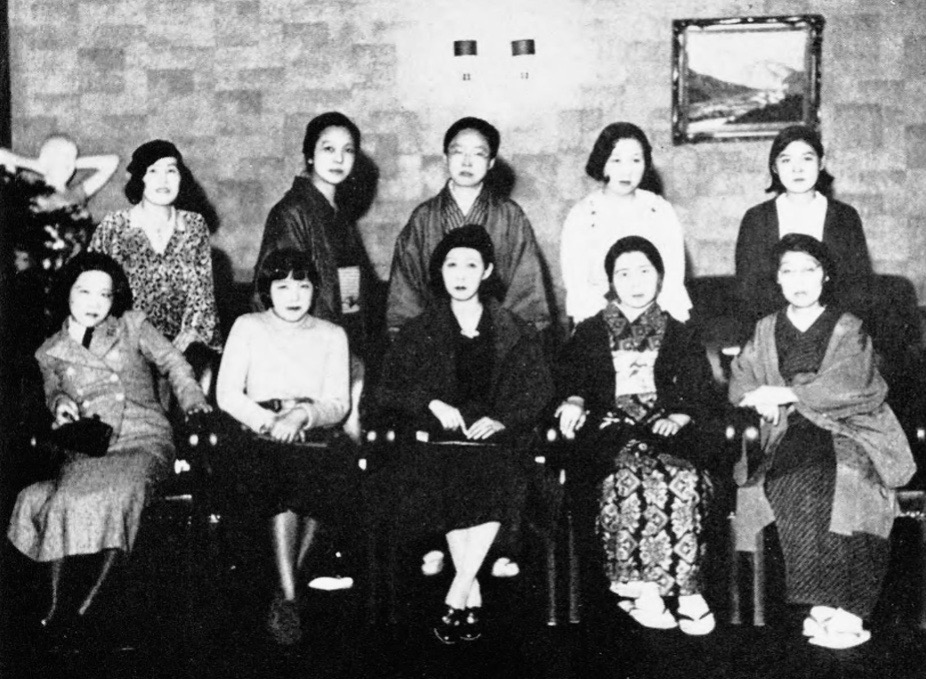
1934年4月16日、公開されて間もないアメリカ映画『生活の設計』について語る座談会が日比谷ダイビルのレインボーグリルで開かれた。前列左から、林芙美子、三宅艶子、原信子、円地文子、長谷川時雨。後列左から、長谷川春子、富本一枝、岡田禎子、松山房枝、松山みつえ。

東京日本橋通油町（現・中央区）出身。父の長谷川深造は天保13年旧暦5月25日生まれ（1842年）で東京市参事会員、長谷川時雨は16歳離れた姉に当たる。25歳の時に姉の勧めにより画家を志し、鏑木清方に師事して日本画を学ぶが、梅原龍三郎から洋画も学んだ。1929年（昭和4年）フランスに行き、この年と翌年にパリで個展を開く。2年後、帰国して国画会展に絵を出品し、同展解散後も同人としてに展覧会に作品を寄せ続けた。
モダンガール（モガ）と呼ばれて憧れの視線を集めた人々の中にある長谷川を、国際結婚をして自らもモガと呼ばれたマス・ケートは、長谷川と佐藤美子、柴田早苗、望月百合子たちの座談を「女五人ごめん遊ばせ放談会」として残した。
満洲事変と日中戦争の時には通信員として前線に赴き、戦時中は女流美術家奉公隊委員長として活動。1944年に銃の製造工場で女性の取材をした壺井栄が、画家数人と勤労奉仕する長谷川の話を『婦人公論』に寄稿している。戦後はあまり作品を出さなくなるが、1957年（昭和32年）頃から「源氏物語絵巻」の制作を始め、完成後は福岡市の筥崎宮に奉納された。最期は自宅にて死亡しているのを発見される。享年72。

## 画業
パリ外遊中の1929年末と翌1930年にザック画廊で個展を開いている。フランスから帰国後、七彩会を組織（1936年1月9日）。1938年（昭和13年）11月に銀座資生堂で個展を開く（12日-15日）。1939年4月には陸軍美術協会創立の発起人に加わった。
1965年（昭和40年）に『長谷川春子源氏物語絵巻展』として毎日新聞社主催〈第4回毎日美術サロン〉に出展（伊勢丹百貨店、6月24日-同30日）。

### 挿し絵
長谷川は雑誌『女人藝術』編集部で美術担当であった。
昭和11年『朝日新聞』夕刊に尾崎士郎の小説「空想部落」が連載されると、絵を添える。小島政二郎の新聞小説「次郎長日和」）（じろちょう ひなた）を担当、1953年-1954年（昭和28年-同29年）の連載は『京都新聞』夕刊である。『週刊現代』は1964年（昭和39年）に長編小説『意気に感ず』（源氏鶏太）を連載しており、挿し絵のデッサンは中央区の収蔵品に残っている。
その縁で小島の小説『おこま：ある女掏摸（すり）の良心』の装丁（1955年・講談社）を手がけた。

## 文筆
『女人芸術』1928年12月号に「帝展〉〈雜感〉、大調和諸作」を寄せた。1929年2月19日に新聞コラムを掲載、エッセイ集『戯画漫文』（1937年）にはパリの思い出を綴ったり、カラー口絵に国画会出品作「俳優の像」を載せたりした。あるいは尾上菊五郎ほか多くの人物評を記した中に、写真家の福田勝治に突然の訪問を受け、肖像写真のモデルになった経験を書き留めている。
満州事変（1931年）、支那事変（1937年）が勃発すると特別通信員を委嘱され、後者の際は内モンゴルに日本軍の駐屯地を訪問してエッセイにまとめた。天津租界の様子や大同石仏群を見学したこと、寺内最高指揮官と荒茶を囲み、駆逐艦に便乗して流氷を分け遼東半島へ向かったなど書き留めて1939年に上梓した。
第二次世界大戦後に自叙伝がある。

## 作品
挿絵の原画ならびに素描297枚は、生まれ故郷にあたる東京都中央区の郷土資料館（新富一丁目13番14号）に収蔵され、2019年（平成31）年4月1日付で同区文化財の指定を受けた。以下の「※」印は制作年。
- 「幻想」　※大正12年（1923年）、第8回郷土会展
- 「原画「次郎長日向」
- 「小景即興」　※大正14年（1925年）、第10回郷土会展
- 「習作」　※大正15年（1926年）、第11回郷土会展
- 「春余興」　栃木県立美術館所蔵　※昭和11年（1936年）
  - 2001年10月、『奔 (はし) る女たち : 女性画家の戦前・戦後 : 1930-1950年代』展に館蔵作品として出品[47][48]。
  - 2013年4月から6月まで同館収蔵品展に展示。
- 「夜曲春興」『雑記帳』墨・紙　神奈川県立近代美術館収蔵　※1936年[49]
- 「蒙彊黄河渡船小景 春」　北海道教育委員会所蔵・所有[50]　※1939年出版の自著の挿絵か。
- 「少婦國防」　栃木県立美術館収蔵[51]　※制作年は昭和18年（1943年）か[48]。同年、陸軍美術展に出展。
- 「大東亜戦皇国婦女皆働之図」（だいとうあせん こうこくふじょ かいどうのず）　※1944年、女性画家25名の合作[48][52][53]
  - 「春夏の図」（筥崎宮所蔵）と「秋冬の図」（靖国神社遊就館収蔵）の2点で構成。2001年（平成13年）に東京・昭和館の展覧会『昭和の面影 ｰ職業絵尽（えづくし）を中心として』に出展した（11月ｰ12月[54]）。
- 「妖しいゆめ」　栃木県立美術館収蔵　※1950年
- 「春爛漫」　※1952年[47][48]
- 「源氏物語絵巻 五十四帖」筥崎宮所蔵 ※1958 - 1965年

| 出品年と（昭和）回 | 作品名                                                        | 備考0000                          |
| ------------------ | ------------------------------------------------------------- | --------------------------------- |
| 1931（6年）6回     | - 「人物犬」 - 「男の在る風景」 - 「抱かれた猫」 - 「笛吹き」 |                                   |
| 1932（7年）7回展   | - 「人物構図」 - 「樺色の服装」 - 「俳優の像」 - 「花と娘」   |                                   |
| 1933（8年）        |                                                               |                                   |
| 1934（9年）9回展   | - 「狩の構図」                                                |                                   |
| 1935               |                                                               |                                   |
| 1936（11年）11回展 | - 「夜曲春興」 - 「ヘレネとパリス」                           |                                   |
| 1937（12年）12回展 | - 「ヴヰナスの誕生」                                          |                                   |
| 1938（13年）13回展 | - 「胡人胡歌」                                                |                                   |
| 1939（14年）14回展 | - 「春のイタリア」                                            |                                   |
| 1940（15年）15回展 | - 「南粤小婦」                                                |                                   |
| 1941（16年）16回展 | - 「麗人」                                                    |                                   |
| 1942（17年）17回展 | - 「安南薫風」                                                |                                   |
| 1943（18年）       |                                                               |                                   |
| 1944（19年）       |                                                               |                                   |
| 1945（20年）       |                                                               |                                   |
| 1946（21年）       |                                                               |                                   |
| 1947（22年）21回展 | - 「春風」                                                    |                                   |
| 1948（23年）22回展 | - 「古典春興」                                                |                                   |
| 1949（24年）23回展 | - 「春雷」                                                    |                                   |
| 1950（25年）24回展 | - 「妖しい夢」                                                |                                   |
| 1951（26年）25回展 | - 「花の幼」                                                  |                                   |
| 1952（27年）26回展 | - 「春爛漫」                                                  |                                   |
| 1953（28年）       |                                                               |                                   |
| 1954（29年）       |                                                               |                                   |
| 1955（30年）29回展 | - 「春の夢と海」                                              |                                   |
| 1956（31年）       |                                                               |                                   |
| 1957（32年）31回展 | - 「趙飛燕のような人」                                        | - 「源氏物語絵巻」（同32年-40年） |
| 1958（33年）       |                                                               | - 「源氏物語絵巻」（同32年-40年） |
| 1959（34年）       |                                                               | - 「源氏物語絵巻」（同32年-40年） |
| 1960（35年）       |                                                               | - 「源氏物語絵巻」（同32年-40年） |
| 1961（36年）35回展 | - 「おもかげ（長谷川時雨女史像）」                            | - 「源氏物語絵巻」（同32年-40年） |
| 1962（37年）       |                                                               | - 「源氏物語絵巻」（同32年-40年） |
| 1963（38年）       |                                                               | - 「源氏物語絵巻」（同32年-40年） |
| 1964（39年）       |                                                               | - 「源氏物語絵巻」（同32年-40年） |
| 1965（40年）       |                                                               | - 「源氏物語絵巻」（同32年-40年） |

## 著書
- 『長谷川春子小画集』女人芸術社、1929年。全国書誌番号:47016246、doi:10.11501/1177823、国立国会図書館オンライン、公開範囲：国立国会図書館内限定。人物評「武者小路實篤」、「堀口大学」、「内藤辰雄」、「田口省吾」、「石渡山達」を収載。
- 『満洲国』三笠書房、1935年。doi:10.11501/1181278。全国書誌番号:47021340、公開範囲＝国立国会図書館内限定。随想集。中国内陸各地を日本軍にしたがって訪問。
  - 改版、『満洲国』、ゆまに書房〈「帝国」戦争と文学 ; 2〉、2004年
- 『戯畫漫文』昭森社、1937年。doi:10.11501/3459504。（ぎがまんぶん）<Y994-J7484>。肖像写真「著者漫像」、口絵「俳優の像」（三色版）を掲載。「八重桃の花、エツフエル塔」159頁。
  - 版違いか、全国書誌番号:21586861、doi:10.11501/1901757、公開範囲＝国立国会図書館内限定。随想集、著者肉筆油絵1枚（書癡版）貼り込図2枚。
- 『北支蒙疆戦線 : 画と文（ほくしもうきょうせんせん：えとぶん）』暁書房、1939年。doi:10.11501/1257794。全国書誌番号:46072518。内モンゴルに日本軍の駐屯地を訪問した随想集。公開範囲＝国立国会図書館内限定[注釈 5]。
  - 口絵『征旅夕情』（カラー版、長谷川）
  - 「目次扉」（鎌田工兵少尉 筆）
  - 口絵写真（千田砲兵少佐 撮影）。
  - 『北支蒙疆戦線』（ゆまに書房〈文化人の見た近代アジア ; 8〉、2002年）文昭社刊（昭和14年）の複製。ISBN 4-8433-0705-X。
- 『南の処女地』、興亜日本社、1940年、全国書誌番号:46074712、doi:10.11501/1048553、公開範囲＝国立国会図書館内限定。随想集。
  - 伊藤賢三「仏印とその風貌（序）」海軍省海軍軍事普及部委員長（海軍少将）
  - 松村秀逸「才媛の描く南方報告（序）」陸軍省情報部長（陸軍大佐）
- 『東亜あちらこちら : 随筆集』室戸書房、東京、1943年。doi:10.11501/1129853。全国書誌番号:46027485。公開範囲＝インターネット公開、図書館送信対象外、遠隔複写可否利用不可。随想集。
  - 著者肖像（福田勝治撮影）
- 『大ぶろしき』大日本雄弁会講談社、東京〈ミリオン・ブックス〉、1955年。doi:10.11501/2932608。全国書誌番号:56003736。公開範囲＝国立国会図書館内限定。随想集。「人物うらのうら」として大野伴睦、古今亭志ん生、三木武吉、三船久蔵、六代目菊五郎の人物を評価、自叙伝を収載。
- 『ニッポンじじい愛すべし』生活社、1955年、[要ページ番号]頁。doi:10.11501/2932687。全国書誌番号:56016805。公開範囲＝国立国会図書館内限定。自叙伝（短編）、「藤田嗣治とピカソ」を含むおよそ20名の人物評に加え、阿部真之助、渋沢秀雄との3人の対談収載。
- 『恐妻塚縁起』学風書院、1956年。doi:10.11501/2932636。全国書誌番号:56008518。公開範囲＝国立国会図書館内限定。旅とグルメ、随想集。
- 下平尾直（共和国） 編『踊る女と八重桃の花』共和国、2022年4月。ISBN 978-4-907986-88-9、前期の代表作をまとめ絵画作品（イラスト、油彩・装画など）をカラーで収載した。エッセイは『長谷川春子小画集』[57]『満洲国』[58]『戯画漫文』[59]掲載分に加え、単行本に未収録の稿を添えた。
- 下平尾直（共和国） 編『源氏手帖』共和国、2023年5月。全国書誌番号:23854559。ISBN 978-4-907986-89-6。

### 寄稿
発行順。

『女人芸術』
- 長谷川春子（著）、女流文学者会（編）『女人芸術』第1巻、鎌倉文庫、東京、1949年1月、116-、全国書誌番号:0001920。デジタル化資料送信は図書館・個人送信対象。遠隔複写可。
  - 「才色野ざらし伝」絵と文、116頁-。
- 1巻第2号「海邊浴泉」（表紙絵）、「カット」1928年8月、doi:10.11501/1578678。
  - その他のカット担当：柿内青葉、深澤紅子、大原アヤ子、吉田雅子。
- 1巻第3号「カット」1928年9月、doi:10.11501/1578679、NDLJP:1578679。
  - その他のカット担当：柿内青葉、篠田ちか子、深澤紅子、大原あや子、吉田雅子。
- 1928年10月号「漫画」1928年10月、doi:10.11501/1578680、NDLJP:1578679
- 1928年12月号 「帝展〈雜感〉、大調和諸作」（6号記念）、1928ｰ12、doi:10.11501/1578682。
- 1929年1月号「上議壇：特別附錄：漫画」1929年01月、134ｰ148頁、doi:10.11501/1578683
- 1929年2月号「描かれぬさきに：漫画」1929年02月、doi:10.11501/1578684
- 1929年3月号「「女人」扉絵」1929年3月、doi:10.11501/1578685。
- 2巻7号、1929年07月、doi:10.11501/1578689
  - 「アウ・ルヴオア・巴里」30ｰ32頁。
  - 同号に寄稿あり、長谷川時雨「日本橋」66ｰ78頁。
- 9号 「巴里・日本画展覽会印象」第2巻、1929年9月、doi:10.11501/1578691。
- 3巻11号「サボア閑日帖」1930年11月、46ｰ51頁、doi:10.11501/1578705

「ネオンと電飾」『新聞と広告』28号、5-6頁（日本電報通信社、1950年7月）CRID 1522825130576036736。
初出の年月は不明。
- マス・ケート 著「女五人ごめん遊ばせ放談会」、平井一弘 編『マス・ケート文集 : 昭和を華麗に生きたモダン・ガールの記録』近代文藝社、2011年。CRID 1130000796455400576。国立国会図書館オンライン。

## その他の資料
- 北海道教育委員会の収蔵資料[61]
  - 「秋天晃渓」自筆原稿用紙。
  - 長谷川春子発の絵葉書
    - 「輝く会忘年会係宛」[注釈 6]
    - 「長谷川時雨宛」